# وحدة كيدون
كيدون تعني الخنجر الذي يغمد في البندقية أوالحربة (כידון Mossads-kidon)، هي وحدة النخبة من جهاز قيساريا التابع لقسم العمليات الخاصة في جهاز الموساد، وهي متخصصة في أساليب التصفية والإغتيال خارج فلسطين وتتألف من عدة فرق كل فرقة تضم 12 شخصًا تقريبًا.

## التأسيس والتجنيد
أسَّس مايك هراري وحدة كيدون التي تتكون  من قتلة محترفين متخصصين في عمليات الاغتيال والتخريب. وغالبًا ما يتم استقطاب أعضاء كيدون من الفروع العسكرية الإسرائيلية بما في ذلك الجيش أو القوات الخاصة. وتختص بتخطيط وتنفيذ عمليات الاغتيال مرتفعة المستوى، ويقدر أنه حتى عام 2013 بلغت عدد العمليات التي نفذتها الوحدة أكثر من 75 عملية في جميع أنحاء العالم. وتتكون الوحدة من بضع عشرات من الرجال والنساء، وكان عددهم 48 شخصًا قبيل تنفيذ عملية اغتيال «محمود المبحوح»، القيادي في حركة حماس، في دبي عام 2010. ويخضع عناصرها للتدريب الصارم في مجموعة واسعة من المجالات، من تكتيكات الإستخبارات القياسية إلى القتال اليدوي، مرورًا بالتدرب على استعمال الأسلحة والمتفجرات وإخفائها، وإعداد واستخدام السموم والكيماويات والحقن القاتلة، وقيادة مختلف أنواع المركبات بما في ذلك الدراجات النارية. ويدرسون مناهج مفصلة حول أهم وأشهر عمليات الإغتيال حول العالم، إضافة إلى مناهج جغرافية محدثة حول الخرائط التفصيلية لمناطق العمليات المرشحة. ويعمل وكلاء كيدون في فرق صغيرة، وغالبًا ما يتم استبدالهم كل بضع سنوات، كما يخضعون لرقابة نفسية صارمة، ويطلقون عليها في تل أبيب عبارة «موساد بداخل الموساد».

## الإغتيالات
ومن أبرز العمليات التي قامت بها الوحدة:
- اغتيال منفذي عملية ميونخ.[5]
- اغتيال عالم الذرة المصري يحيى المشد المشرف على المشروع النووي العراقي بفندق "الميريديان" في باريس عام 1980.[6]
- اغتيال ممثل منظمة التحرير الفلسطينية في بروكسل نعيم خضر عام 1981.
- اغتيال العالم الكندي جيرالد بول المشارك في تطوير المدفع العملاق وصواريخ سكود العراقية عام 1989.
- اغتيال عاطف بسيسو في باريس عام 1992.[7]
- اغتيال فتحي الشقاقي مؤسس حركة الجهاد الإسلامي عام 1992.[8]
- محاولة اغتيال فاشلة لخالد مشعل عام 1997.[9]
- اغتيال عماد مغنية عام 2007.[10]
- اغتيال العالم الإيراني محسن فخري زادة عام 2020.[11]